# Kolonne (Verfahrenstechnik)
| Böden-Einbauten in Kolonnen | Böden-Einbauten in Kolonnen                                                          | Böden-Einbauten in Kolonnen                                                                                          |
| Glockenboden | Siebboden                                                                            | Ventilboden |
| --- | ------------------------------------------------------------------------------------ | --- |
| |                                                                                      | |
| |                                                                                      | |

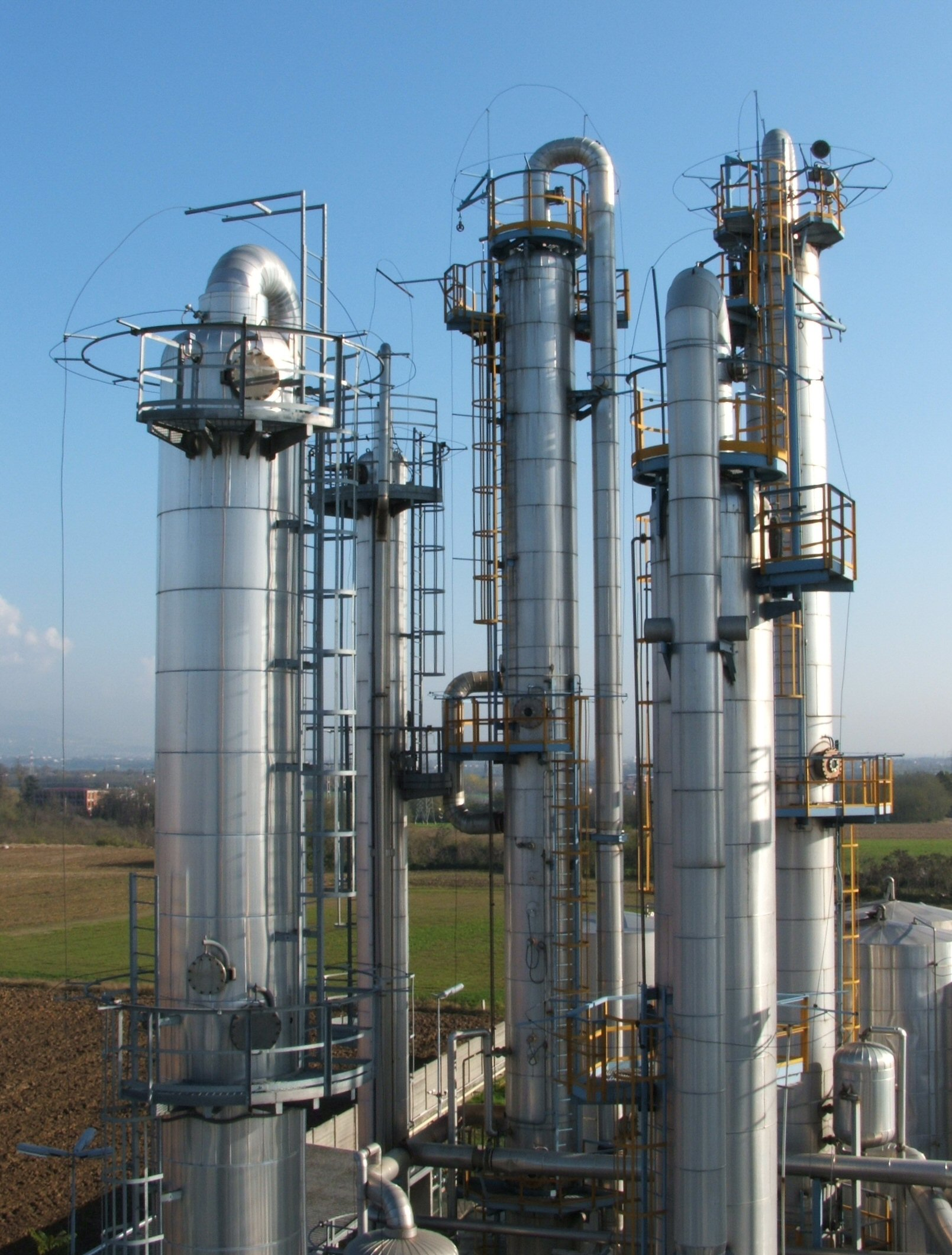
Industrie-Kolonnen

| 1. Glockenhals 2. Überlauf um die Schichthöhe auf dem Boden zu begrenzen (Überläufe sind manchmal höhenverstellbar) 3. Glockenverdeckelung mit Verschraubungen | 1. Schlichter Siebboden, vergleichbar mit denen aus der Wirbelschichttechnik (Glatt) | 1. Ventilkappen 2. Überlauf um die Schichthöhe auf dem Boden zu begrenzen (Überläufe sind manchmal höhenverstellbar) |

Eine Kolonne ist ein verfahrenstechnischer Apparat in der Form einer hohlen, schlanken Säule mit Einbauten, welche auf Grund des Einsatzzweckes oder der Betriebsbedingungen gefordert werden. In der Regel dient sie dazu, Stoffgemische durch diverse thermische Verfahren zu trennen. Hierzu werden physikalische Eigenschaften und Gleichgewichtszustände zwischen unterschiedlichen Phasen genutzt.
Trennverfahren, bei denen in der Verfahrenstechnik Kolonnen eingesetzt werden, sind beispielsweise
- Rektifikation – Rektifikationskolonne
- Extraktion
- Adsorption
- Absorption
- Kristallisation

## Prinzip
In einer Kolonne werden zwei Phasen im Gegenstrom direkt miteinander in Kontakt gebracht oder eine Phase über eine feste Phase (z. B. ein Adsorbens) bewegt. Einbauten in der Kolonne dienen dem erhöhten Stoffaustausch und Energieaustausch zwischen den Phasen oder (wie in der Extraktion) der Vermeidung einer Rückvermischung. Eine Kolonne lässt sich als eine Verschaltung von mehreren Stufen beschreiben, die rückvermischt sind, wobei beide Phasen im Gleichgewicht stehen.